# 易水學派
易水學派，中醫流派，由金朝張元素所創，因張元素為河北易水人，故得此名。本派認為，人的疾病多起於自身，故以內傷為主要病因。著名代表有李杲、羅天益、王好古等人。在金元時期，與河間學派齊名。張元素學生李杲創補土學派時，受到此派很大影響，清朝溫病學派的許多理論也由此派衍生。